# 榮村站
榮村站（日语：／ Eimura eki */?）是位於秋田縣平鹿郡榮村（現時：橫手市柳田），橫莊鐵道的鐵路車站（廢站）。

## 歷史
此站廢除的經歷不詳。
- 1918年（大正7年）8月18日：橫莊鐵道橫手站至沼館站之間開通，此站啟用[2][3]。
- 1921年（大正10年）5月1日：車站廢除[3][4][注 1]。

## 車站構造
車站構造詳情不詳，在書籍中紀錄此處不是車站（停車場），但是停留場。

## 車站周邊
截至1971年（昭和46年），車站周邊都是稻田。
- 秋田自動車道、湯澤橫手道路 橫手交匯處（日语：横手インターチェンジ） - 在此線廢除後才開通。
- 東日本旅客鐵道（JR東日本）奧羽本線 柳田站 - 在此站廢除後才啟用[1]。位於此站東邊約1公里[1]的舊榮村中心。

## 現狀
車站遺址推斷在秋田自動車道和湯澤橫手道路相交處附近。周邊的路軌已被切斷。在建設橫手交匯處時，附近的山被削去。截至1996年（平成8年），已經看不到車站任何痕跡。在1999年（平成11年）和2010年（平成22年）也是同樣。
另外關於橫手交匯處部分以外，此站遺址附近的路軌。截至1999年（平成11年），交匯處前後的路軌遺跡還可看到。截至1996年（平成8年），橫手站至此站之間，位於稻田中的路軌遺跡還存在。在2010年（平成22年）也是同樣，跨越小河流的小橋還存在。截至2007年（平成19年）5月，此站至樋之口站之間，於湯澤橫手道路往淺舞方向的分岔地點附近還可看到路基和混凝土橋台。在2010年（平成22年）也是同樣。

## 相鄰車站
橫莊鐵道
橫手－榮村－樋之口

## 注腳

## 相關項目
- 日本鐵路車站列表 E